# Veröffentlichungen von WikiLeaks

WikiLeaks-Logo

Dieser Artikel behandelt die Veröffentlichungen auf der Internetplattform WikiLeaks.

## Veröffentlichungen

### 2007

#### Die Plünderung Kenias imGuardian
Am 31. August 2007 erschien in der britischen Tageszeitung The Guardian ein Enthüllungsartikel über Korruption in Milliardenhöhe in der Familie des ehemaligen kenianischen Präsidenten Daniel arap Moi. Die Zeitung berief sich auf einen bei WikiLeaks veröffentlichten Report.

#### Guantánamo-Bay-Handbücher
WikiLeaks veröffentlichte im November und Dezember 2007 die Richtlinien der US-Armee für das Gefangenenlager Guantanamo (Camp Delta Standard Operating Procedures). Die Dokumente bewiesen erstmals die Verletzung der Menschenrechte und der Genfer Konventionen, wie zum Beispiel den systematischen Entzug des Kontakts bestimmter Gefangener zum Internationalen Komitee vom Roten Kreuz. Die Misshandlungen seien mit fachkundiger Anleitung von Ärzten durchgeführt worden. Ein Handbuch enthielt die Anweisung, dem Internationalen Komitee vom Roten Kreuz nur Zugang zu bestimmten Gefangenen zu gestatten.

### 2008

#### Bank Julius Bär gegen WikiLeaks
WikiLeaks publizierte im Januar 2008 interne Dokumente der Julius Baer Bank & Trust Company auf den Cayman Islands, eines Unternehmens der Schweizer Bankhausgruppe Julius Bär. Die Dokumente enthielten Kundendaten und Interna der Bank zu Steuerangelegenheiten, die über die Cayman Islands abgewickelt wurden.
Unter den Dokumenten waren auch Fälschungen und Namen und Adressen von unschuldigen Personen. WikiLeaks musste sich in mindestens einem Fall bei einem Betroffenen entschuldigen.
Julius Bär schaltete kalifornische Anwälte der Kanzlei Lavely & Singer ein, um gerichtlich gegen den Domainregistrar der Domain wikileaks.org vorzugehen. Am 18. Februar 2008 wurde die Domain per kalifornischem Gerichtsurteil aus dem Namensregister des Registrars entfernt. Da sich die von WikiLeaks verwendeten Server auf mehrere Länder verteilen und WikiLeaks über knapp 150 weitere Domains erreichbar war, war WikiLeaks zu keinem Zeitpunkt offline. CBS News meldete „Freedom of Speech has a number: 88.80.13.160“, und auch die New York Times publizierte WikiLeaks’ IP-Adresse.
Die American Civil Liberties Union und die Electronic Frontier Foundation reichten eine motion to intervene ein mit dem Ziel, als weitere Partei am Gerichtsverfahren um die Zensur von WikiLeaks beteiligt zu werden. Reporters Committee for Freedom of the Press organisierte eine Koalition von Medien- und Presseinstitutionen, die einen Amicus Curiae für WikiLeaks stellten. Die Koalition umfasste große US-Zeitungspublikationen und Presseorganisationen, wie die American Society of Newspaper Editors, die Associated Press, das Citizen Media Law Project, die E.W. Scripps Company, die Gannett Company, die Hearst Corporation, die Los Angeles Times, die National Newspaper Association, die Newspaper Association of America, die Radio-Television News Directors Association, und die Society of Professional Journalists. Die Koalition verlangte eine Anhörung als Freund des Gerichts, um auf wichtige rechtliche Aspekte aufmerksam zu machen, die nach Ansicht der Koalition im ersten Urteil übersehen wurden.
Einem Julius-Bär-Sprecher zufolge richtete sich die Maßnahme nicht gegen WikiLeaks als Anbieter, sondern sei ergriffen worden, „weil die Bank zum Gegenstand verleumderischer Anschuldigungen“ geworden sei und die auf der Seite enthaltenen Unterstellungen auf gefälschten und gestohlenen Dokumenten basierten. Die Bank wollte nicht die ganze Website schließen. Sie bat den Richter, die Dokumente auf der Internetplattform entfernen zu lassen. Da der Richter die anonymen Betreiber der Website nicht fand, ließ dieser gleich die ganze Seite schließen.
Am 29. Februar 2008 hob der zuständige Richter die einstweilige Verfügung zur Sperrung wieder auf, da aufgrund der vorhandenen Alternativ-Adressen mit der Sperrung nicht die gewünschte Geheimhaltung erzielt werden konnte. Kurz darauf zog die Bankengruppe Julius Bär die Klage ohne Angabe von Gründen zurück.
Die Dokumente wurden von dem damaligen Mitarbeiter der Bank Rudolf Elmer entwendet. Aufgrund der Übergabe von Kunden- und Geschäftsdatensätzen 2008 an WikiLeaks und am 17. Januar 2011 im Londoner Frontline Club an WikiLeaks-Sprecher Assange wurde Elmer festgenommen und in Untersuchungshaft genommen mit der Begründung, dass dringender Tatverdacht und Verdunkelungsgefahr bestehe. Elmer legte beim Obergericht des Kantons Zürich Beschwerde gegen die Untersuchungshaft ein. Kurz zuvor wurde Elmer wegen mehrfacher versuchter Nötigung, Drohung und Verletzung des Schweizer Bankgeheimnisses von einem Schweizer Gericht zu einer Geldstrafe auf Bewährung verurteilt. Er musste zudem einen Teil der Gerichtskosten tragen. Elmer hatte 2004 Datensätze an Medien und Steuerbehörden weitergeleitet sowie Bankmitarbeiter bedroht. Elmer legte Berufung gegen das Urteil ein. Die Weitergabe der Datensätze an WikiLeaks waren nicht Teil der Anklage.
Elmer spricht von ca. 40 Politikern, die in den Datensätzen enthalten sein sollen, die er 2011 an Assange weitergegeben hat. Namen der potentiellen Steuerflüchtigen werden allerdings nicht veröffentlicht. Im Mittelpunkt steht die Aufdeckung der Struktur, die der Steuerhinterziehung zugrunde liegt.

#### Scientology
Am 7. April 2008 erhielt WikiLeaks einen vom 27. März 2008 datierten Brief des Religious Technology Centre der Scientology, der Anspruch auf die Rechte an von WikiLeaks publizierten Inhalten der Scientology-Kirche erhob, unter anderem im Zusammenhang mit den OT-Levels-Handbüchern.
Über den Brief wurde WikiLeaks auch aufgefordert, die Verbindungsdaten der Quelle des Scientology-Materials herauszugeben. In einem Statement gegenüber Wikinews erklärte WikiLeaks, dass man als Antwort auf die Anfrage von Scientology und den Versuch der Unterdrückung des Materials tausende weitere Seiten von Scientology-Dokumenten publizieren werde.
WikiLeaks verfügt über die größte Sammlung an Aufzeichnungen der Scientology-Kirche, die öffentlich zugänglich ist. Sie wurde bald intensiv von Insidern und ehemaligen Scientologen zur Exponierung der Organisation genutzt. Die Plattform verfügt über zahlreiche Audio- und Videoaufzeichnungen des Science-Fiction-Autors und Scientology-Gründers L. Ron Hubbard. Diese beinhalten unter anderem auch den sogenannten Introspection Rundown, bei dessen Anwendung Scientology-Mitglied Lisa McPherson 1995 verstorben ist.

#### BNP-Mitgliederliste
Am 18. November 2008 veröffentlichte WikiLeaks die Mitgliederliste der British National Party, einer rechtsextremen Partei im Vereinigten Königreich. Die Liste umfasste Namen, Adressen, Alter und Beruf von fast allen 12.801 Mitgliedern der Partei, darunter auch Polizisten, Anwälten, Pfarrern, Ärzten sowie Lehrern an Grund- und Mittelschulen. In Großbritannien ist Polizisten die Mitgliedschaft in der BNP untersagt, und mindestens ein Polizist wurde aufgrund der Veröffentlichung aus dem Dienst entlassen. Die BNP war für eine rigide Geheimhaltung ihrer Mitgliederlisten bekannt. Am 19. November gab BNP-Chef Nick Griffin bekannt, dass die undichte Stelle in der BNP gefunden sei und es sich um einen ehemaligen Führungskader der Partei handele, der die Partei allerdings 2007 verlassen habe.

#### Veröffentlichung von Internetsperrlisten und Ermittlungsverfahren gegen WikiLeaks
WikiLeaks publiziert seit 2008 Internetsperrlisten verschiedener Länder, darunter die restriktiver Staaten wie China und Thailand, aber auch Sperrlisten etwa von Dänemark, Finnland, Norwegen, Italien und Australien.
Durch die Veröffentlichung wurde der eindeutige politische Missbrauch der Sperrsysteme bestätigt: In Australien wurden Seiten von Abtreibungsgegnern und die Pressemeldung auf WikiLeaks zu den Sperrlisten von der australischen Regierung gefiltert. In Finnland wurde ein Blog gesperrt, da es Teile der dortigen Liste veröffentlicht hatte. Allgemein wurde eine hohe Fehlerrate der Listen festgestellt. So bestätigte auch eine Untersuchung des australischen Senats, dass nur 32 % der gesperrten Seiten Inhalte mit pornografischen Darstellungen von Personen unter 18 Jahren anboten. Die Listen der skandinavischen Länder wiesen noch höhere Fehlerquoten von bis zu 90 % auf. In der Finnischen Zensurliste waren nur 1 % der Einträge korrekt. Die Publikation der Sperrlisten erscheint WikiLeaks besonders wichtig, um sicherzustellen, dass die freie Kommunikation der Gesellschaft nicht durch unkontrollierte und nachweislich missbrauchte und fehlerhafte Sperrlisten eingeschränkt wird und werden kann.

### 2009

#### Kaupthing-Bank
WikiLeaks publizierte am 29. Juli 2009 ein internes Dokument der Kaupthing-Bank, welches kurz vor dem finanziellen Kollaps des isländischen Bankensektors erstellt worden war, der zur isländischen Finanzkrise führte. Das Dokument zeigt, dass extrem hohe Kredite, teilweise in Milliardenhöhe, ohne wirkliche Sicherheiten an verschiedene Eigner der Bank vergeben worden waren und sehr große Schuldsummen abgeschrieben wurden. Die Medien der Welt berichteten von einer „Plünderung der Bank durch ihre Eigner“. Kaupthing-Anwälte bedrohten WikiLeaks mit rechtlichen Schritten und beriefen sich dabei auf das Bankgeheimnis. Die Veröffentlichung führte zu einem öffentlichen Aufbegehren in Island und wurde über Wochen in den Medien diskutiert. Als erste politische Konsequenz gibt es Bestrebungen der Regierung, vom bestehenden Bankengeheimnis abzurücken.

#### Minton-Report über toxische Abfälle in der Elfenbeinküste
Im September 2009 veröffentlichte WikiLeaks den Minton-Report über toxische Abfälle in der Elfenbeinküste. Dabei handelt es sich um einen internen (und nach seiner Erstellung geheimgehaltenen) Bericht des niederländischen Rohstoff- und Energiekonzerns Trafigura von 2006 über die Gesundheitsgefährdung durch den in Abidjan verkauften Abfall des Unternehmens. Dem Bericht zufolge enthielten die Abfälle unter anderem Schwefelwasserstoff, Thiole und Natriumhydrogensulfid. Zuvor drohte Trafigura erfolgreich gegenüber dem Norwegischen Rundfunk, rechtlich gegen Veröffentlichungen des Berichts vorzugehen. Nach UN-Einschätzung starben durch die Abfälle 17 Menschen und knapp 100.000 mussten medizinisch deswegen behandelt werden. Das Management von Trafigura erklärte zu dem Zeitpunkt, es habe von den Gesundheitsgefahren nichts gewusst. Als mögliche Folgen des Abfalls nennt der eigene Minton-Bericht jedoch unter anderem Verbrennungen von Haut, Augen und Lunge. Das Unternehmen Trafigura rechtfertigte sich nach der Report-Veröffentlichung damit, dass der Minton-Bericht ungenau und unfertig sei.

#### Weitergabe von Bankdaten aus der Europäischen Union an die USA
Am 12. November 2009 veröffentlichte WikiLeaks einen Entwurf des geheimen Abkommens zwischen der Europäischen Union und den USA zur Auswertung und Weitergabe Europäischer Bankdaten an die USA (SWIFT). Tags zuvor hatte schon die Financial Times Deutschland über den Inhalt des Abkommens berichtet.

#### Abgefangene Pagernachrichten vom 11. September 2001
Am 25. November 2009 veröffentlichte WikiLeaks eine Liste von annähernd 570.000 Nachrichten von Funkmeldeempfängern (Pagern), die am Tag der Terroranschläge am 11. September 2001 von 3 Uhr an bis zum 12. September 2001 gegen 12 Uhr abgefangen wurden. Laut WikiLeaks sind in den Pagernachrichten auch viele Mitteilungen offizieller Vertreter des Verteidigungsministeriums der Vereinigten Staaten und des NYPD enthalten.

#### E-Mails der Climatic Research Unit
Am 21. November 2009 machte WikiLeaks die gehackten zip-files „Climatic Research Unit emails, data, models, 1996–2009“ zugänglich. Die Dokumente, über 1073 E-Mails und 3485 andere Dateien, stammen aus einem Zeitraum von 1996 bis 2009 und sind laut Philip D. Jones, dem Direktor der Climatic Research Unit, echt. Aufgrund von manchen der darin enthaltenen E-Mails wurde einigen Forschern von Kritikern wissenschaftliche Unredlichkeit vorgeworfen. Der Vorfall und die daraufhin erhobenen Vorwürfe erregten unmittelbar im Vorfeld der UN-Klimakonferenz in Kopenhagen Aufsehen in Blogs und Erwähnung in den Massenmedien. Mehrere offizielle Untersuchungen, unter anderem durch die betroffene Universität, die Royal Society und das britische Unterhaus, verwarfen später die gegen die Wissenschaftler erhobenen Anschuldigungen fast vollständig. Über die Urheber des Datendiebstahls ist nichts Genaueres bekannt geworden, die polizeilichen Ermittlungen gegen die Hacker wurden im Juli 2012 eingestellt.

#### Veröffentlichung der Toll-Collect-Verträge
Am 25. November 2009 kündigte WikiLeaks an, über 10.000 Seiten der geheimen Toll-Collect-Verträge zu veröffentlichen. Auf Grund der Datenmasse wurde von einem kollaborativen Experiment gesprochen. Die Veröffentlichung beinhaltete Auszüge und Anhänge aus dem geheimen, jedoch nicht dem kompletten Betreibervertrag, weiterhin den Kooperationsvertrag mit der AGES (einem entsprechend spezialisierten Dienstleistungs-Unternehmen) sowie Verträge mit einem Sachverständigenbüro, das die Funktionsfähigkeit des Maut-Systemes prüfen sollte. Nach Aussagen von Daniel Domscheit-Berg, Aussteiger von Wikileaks, hatte die Bundesregierung dem Betreiberkonsortium des LKW-Mautsystems eine Rendite von 19 Prozent versprochen. Diese Summe könne nur dadurch erreicht werden, wenn zusätzlich der Steuerzahler dafür aufkommt.

#### Kundus-Feldjäger-Report
Am 13. Dezember 2009 veröffentlichte WikiLeaks einen Feldjäger-Report zu einer umstrittenen Bombardierung zweier Tanklaster in Afghanistan am 4. September 2009 durch die dort stationierte Bundeswehr, bei der afghanische Zivilisten starben. Der Report widersprach in mehreren Punkten der Darstellung der Bundesregierung, insbesondere in dem Punkt, seit wann der Regierung bekannt war, dass die Bombardierung zum Tod von Zivilisten geführt hat, und führte dadurch zu einer innenpolitischen Krise bis hin zu einer Rücktrittsforderung an den Verteidigungsminister Karl-Theodor zu Guttenberg.

### 2010

#### Pläne des US-Geheimdienstes, WikiLeaks zu unterminieren
Am 15. März 2010 wurde ein Dokument des US-Geheimdienstes CIA bei WikiLeaks veröffentlicht, in dem die CIA beschreibt, warum der US-amerikanische Geheimdienst WikiLeaks als problematisch einschätzt, und Methoden erläutert, wie man gegen Whistleblower und WikiLeaks-Mitarbeiter vorgehen und somit WikiLeaks zerstören könne. Der Geheimdienst befürchtet laut dem Dokument auch, dass es Whistleblower in eigenen Reihen und bei WikiLeaks weitere unveröffentlichte geheime Dokumente geben könne. Es wird empfohlen, Anstrengungen zu unternehmen, die Geheimniszuträger von WikiLeaks zu verfolgen und offenzulegen. Durch die Offenlegung der Daten erhofft man sich, dass das Vertrauen der Whistleblower in WikiLeaks stark geschwächt wird und die Unterstützergemeinschaft zusammenbricht.

#### US-Geheimdienstbericht über Meinungsmanipulation zum Afghanistaneinsatz
Am 26. März 2010 wurde ein CIA-Dokument der Gruppe CIA Red Cell bei WikiLeaks veröffentlicht, das mögliche PR-Strategien der US-amerikanischen Geheimdienste in Deutschland und Frankreich herausstellt, die Unterstützung für die Afghanistankämpfe und die Schwächung der Opposition dazu schaffen sollen. Betont wird in dem Bericht, dass im Volk eine Apathie zum Afghanistaneinsatz herrsche und es den Politikern somit möglich ist, den Wählerwillen zu ignorieren. Dies könnte sich aber in der Zukunft ändern. Ein Schwerpunkt der Strategie in Frankreich soll sein, die beeinflusste Situation der Menschen in Afghanistan durch den Militäreinsatz positiv darzustellen und Afghanen als Unterstützer des Einsatzes einzusetzen, wodurch die Sympathie der französischen Bevölkerung mit den Afghanen genutzt werden soll. In Deutschland soll die PR negative Konsequenzen einer Niederlage (Drogen, Terror, Flüchtlinge) darstellen sowie die Beziehung zur NATO als Einsatzbegründung genutzt werden.

#### Gewaltsamer Tod irakischer Zivilisten und Journalisten durch US-Militärs
Am 12. Juli 2007 wurden etwa zwölf Personen – darunter die beiden Reuters-Mitarbeiter Saeed Chmagh (auch: Said Chmar) und Namir Noor-Eldeen (auch: Namir Nur-Eldin) – in Bagdad von Bordschützen US-amerikanischer Apache-Hubschrauber mit 30-mm-Bordmaschinenkanonen erschossen.
Am 5. April 2010 veröffentlichte WikiLeaks im Rahmen einer Pressekonferenz unter dem Titel Collateral Murder die an Bord der Apache-Hubschrauber aufgenommenen Videoaufnahmen des Vorfalls.
Das 38-minütige Video war von der Zielkamera der Bordkanone aufgenommen worden. Es zeigt mehrere Personen, die nach Auffassung der US-Soldaten AK-47-Sturmgewehre und eine Panzerfaust (RPG) trugen. Bei einigen der vermuteten Waffen handelte es sich um die Kameras der Journalisten. Die Bordkamera zeigt, wie das Feuer auf die Gruppe eröffnet wurde. Etwa 12 Personen, einschließlich der beiden Reuters-Mitarbeiter Saeed Chmagh und Namir Noor-Eldeen, wurden getötet.
Ein kurz darauf vorbeifahrender Kleinbus hielt an und die unbewaffneten Insassen versuchten, den verletzten Saeed Chmagh zu retten. Die Hubschrauberbesatzung ging fälschlicherweise davon aus, dass die Businsassen Waffen bergen würden, und bat bei der Einsatzleitung wieder um Feuererlaubnis. Bei dem anschließenden Angriff auf den Van wurde Chmagh getötet. Zwei Kleinkinder, die sich im Bus befanden, überlebten schwer verletzt.
Das veröffentlichte Video erhielt früh eine große Aufmerksamkeit in Blogs, bei Youtube und investigativen Journalisten. Später berichteten daraufhin auch Mainstreammedien international über das Video und den Vorfall.
Als mutmaßlicher Informant wurde Bradley Manning im Mai 2010 festgenommen, nachdem Adrian Lamo die Behörden über die Weitergabe des Videos durch Bradley Manning informierte.

#### Luftangriff bei Garani
Mitte Juni 2010 kündigte WikiLeaks an, bislang geheimgehaltene Filmaufnahmen des Luftangriffs bei Garani in Afghanistan zu veröffentlichen, bei dem zwischen 86 und 145 Menschen durch einen Angriff der US-Luftwaffe starben.

#### War Diary: Afghanistan War Logs (»Afghan War Diary«), 2004–2010
Das Afghan War Diary (Afghanisches Kriegstagebuch / Tagebuch des Afghanischen Krieges) ist eine am 25. Juli 2010 veröffentlichte Sammlung von 76.911 Dokumenten über den Krieg in Afghanistan in der Zeit von 2004 bis 2010. Ungefähr 15.000 weitere sollen noch folgen. Eine erste Analyse der Daten wurde zeitgleich von Spiegel Online, der New York Times und The Guardian veröffentlicht.

#### Loveparade-2010-Planungsdokumente
Am 20. August 2010 veröffentlichte WikiLeaks Unterlagen, die sich auf den Planungs- und Genehmigungsprozess innerhalb der städtischen Behörden und mit dem Veranstalter, den Ablauf des Events und nachträgliche Dokumentationen einschließlich Ausnahmegenehmigungen, Eventsektorplänen, Protokolle diverser Arbeitsgruppen (z. B. zu Verkehr und Sicherheit), Eventbeschreibungen, Polizeimaßnahmen, Besucherschätzungen, ein Ereignisprotokoll, Anwohnerbericht und Fotos der Loveparade 2010 beziehen, bei der es durch eine Massenpanik zu 21 Toten und mindestens 652 Verletzten kam.
Wikileaks hat den Inhalt der Dokumente zusammengefasst. Demnach haben Mitarbeiter der Stadtverwaltung im Vorfeld Besorgnisse geäußert, das Gelände sei zu klein. In einem Meeting vom 2. März 2010 wurde die Veranstaltungsfläche als absolut unzureichend beschrieben. Der an der Universität Duisburg-Essen tätige Verkehrsforscher Michael Schreckenberg nannte in seiner Strömungsanalyse eine ständige Information der Besucher über Lautsprecher als unerlässlich. Diese Lautsprecheranlage, wie von der Baubehörde gefordert, war jedoch nicht installiert. In einer detaillierten Veranstaltungsbeschreibung erwähnte der Veranstalter Lopavent, dass die Verantwortung für eine detaillierte Planung der Zugangs- und Ausgangswege auf Seiten der Stadt Duisburg lag. Die von Wikileaks veröffentlichte Genehmigung zeige, dass sowohl auf die rechtlich erforderliche Fluchtwegbreite als auch auf einen Feuerwehrplan verzichtet worden war.

#### CIA-Memorandum über die USA als Exporteur von Terrorismus
Am 25. August 2010 veröffentlichte WikiLeaks unter der englischen Überschrift CIA Red Cell Memorandum on United States exporting terrorism ein Memorandum einer Red Cell genannten Unterabteilung des US-Auslandsgeheimdienstes CIA, das Fallspiele bezüglich der Anwerbung US-amerikanischer Extremisten durch al-Qaida beinhaltet. In dem Report erwähnen die Autoren unter anderem, dass der US-amerikanische Export von Terrorismus entgegen der allgemeinen Auffassung ein weder nur aktuelles noch sich ausschließlich auf den islamischen Fundamentalismus beschränkendes Phänomen sei, wozu im Weiteren exemplarisch auf die Unterstützung jüdischer, muslimischer und irisch-nationalistischer Terroristen durch US-Bürger eingegangen wird. Vor diesem Hintergrund befürchtete der CIA-Report schließlich die Wahrnehmung der Doppelmoral in der US-Sicherheitspolitik durch die internationale Gemeinschaft.

#### War Diary: Iraq War Logs (»Iraq War Logs«), 2004–2009
Die Iraq War Logs (Tagebuch des Irakkriegs) sind eine am 22. Oktober 2010 um 17 Uhr (EST) veröffentlichte Sammlung von 391.832 geheimen Dokumenten über den Krieg im Irak aus der Zeit von 2004 bis 2009. Den Dokumenten zufolge waren unter den 109.000 Opfern 66.081 Zivilisten. Es ist die größte Veröffentlichung von militärischen Dokumenten in der Geschichte der Vereinigten Staaten, größer als jene der Afghan War Diary am 25. Juli 2010.

#### Angekündigte Veröffentlichungen über China und Russland
Im Oktober kündigte WikiLeaks-Sprecherin Hrafnsson Enthüllungen über Russland an: „Russian readers will learn a lot about their country.“ Auch Assange selbst versprach, nicht nur amerikanische, sondern auch russische oder chinesische Dokumente zu enthüllen: „we believe it is the most closed societies that have the most reform potential.“

#### US Embassy Cables (»Cablegate«), 1966–2010
Cablegate (engl.: Kofferwort aus cable ‚Telegramm‘ und Watergate) ist eine seit dem 28. November 2010
auf der Internetplattform WikiLeaks teilweise veröffentlichte Sammlung von 251.287 internen Berichten und Lagebeurteilungen der US-Botschaften in aller Welt an das US-Außenministerium. Enthalten sind über 100.000 als geheim oder vertraulich eingestufte Berichte, welche aus der Zeit von Januar 2009 bis Juni 2010 stammen. Parallel berichteten die Zeitungen The Guardian, Le Monde, El Pais und das Nachrichtenportal Spiegel Online, denen WikiLeaks vorab die Auswertung ermöglichte, und die New York Times, die den Datensatz dagegen vom Guardian bekam. Bis zum 20. August 2011 waren 19.791 Dokumente veröffentlicht. In den darauf folgenden Tagen wurde das Tempo der Freigabe massiv erhöht und zehntausende weitere Dokumente wurden innerhalb kurzer Zeit der Öffentlichkeit zugänglich gemacht. Am 27. August belief sich die Zahl der einsehbaren Depeschen bereits auf 143.014. Etwa zeitgleich wurde durch einen Pressebericht bekannt, dass eine als cables.csv bezeichnete verschlüsselte Datei von 1,6 Gigabyte Umfang nebst dem dazugehörigen Schlüssel im Internet verfügbar sei. Sie enthielt die vollständige, unredigierte Sammlung der Botschaftsdepeschen. Nach der Datenpanne gab WikiLeaks selbst die komplette Sammlung der Depeschen frei. Somit wurden die Namen der Informanten der US-Botschaften, die teilweise brisante Informationen weitergaben, öffentlich. Dies hatte schwerwiegende Folgen für einen äthiopischen Journalisten, der sein Land verließ, und zwei Generäle aus Simbabwe, die wegen Hochverrats angeklagt wurden.

### 2011

#### The Guantánamo Files (»Gitmo files«), 2002–2008
Am Ostersonntag 2011 begann Wikileaks unter dem Titel Gitmo files (The Guantánamo Files) mit der Veröffentlichung von 779 Dateien zu dem umstrittenen Gefangenenlager auf der Guantanamo Bay Naval Base, in dem zu diesem Zeitpunkt noch 172 Gefangene einsaßen. Innerhalb von vier Wochen wurden 765 Dateien veröffentlicht. Die Veröffentlichung zeigte, dass der Zweck des Lagers nicht nur der Schutz der Öffentlichkeit bzw. der Vereinigten Staaten vor gefährlichen Personen war, sondern die Gewinnung geheimdienstlicher Informationen eine wesentliche, wenn nicht vorrangige Rolle spielte.
Auch der Spiegel, die Washington Post, der The Daily Telegraph und andere Partnermedien von WikiLeaks starteten die Veröffentlichung und Kommentierung. Zwei frühere Partnermedien von WikiLeaks, der britische Guardian und die New York Times, hatten, ohne dies mit WikiLeaks abzusprechen, mit der Veröffentlichung begonnen und veranlassten damit WikiLeaks und dessen Partner, ungeplant kurzfristig nachzuziehen. Daniel Domscheit-Berg wurde von WikiLeaks in einer Meldung bei Twitter für die Informationsweitergabe verantwortlich gemacht, dementierte dies aber. Wie bei anderen Veröffentlichungen von WikiLeaks auch wird die Whistleblowerin Chelsea Manning für die primäre Beschaffung der Daten verantwortlich gemacht.
Die als „geheim“ eingestuften Militärdokumente der Joint Task Force Guantanamo stammen aus der Zeit von 2002 bis 2008 und beziehen sich auf jeweils einen Gefangenen. Die US-amerikanische Regierung bestätigte die Echtheit der Dokumente und bedauerte deren Offenlegung. Presseauswertungen ergaben, dass in Guantánamo mindestens 150 Häftlinge unschuldig festgehalten wurden und nur 220 von insgesamt 779 als gefährliche Extremisten eingestuft wurden. Die Freilassung von Gefangenen sei willkürlich und ohne Ansehen ihrer Gefährlichkeit erfolgt. Sowohl ein 14-Jähriger als auch ein 89-jähriger Demenzkranker seien fälschlicherweise inhaftiert worden.
Die Verhöre von Chalid Scheich Mohammed ergaben, dass wenige Wochen nach den Anschlägen von New York und Washington auch der Londoner Großflughafen Heathrow mit einem entführten Verkehrsflugzeug hätte angegriffen werden sollen. Auch weitere Anschläge mit entführten Verkehrsflugzeugen auf Gebäude und Flughäfen sowie Attentate mit Zyanid in den Vereinigten Staaten seien erwogen worden. Zudem sei mit der Zündung einer Atombombe in Europa gedroht worden, sollte Bin Laden gefasst oder getötet werden.

#### The Spyfiles
Anfang Dezember 2011 begann WikiLeaks unter der Bezeichnung The Spy Files mit der Veröffentlichung von zunächst 287 Dateien aus dem Bereich von Unternehmen der Sicherheits- und Überwachungstechnik und kündigte die Fortsetzung in das Jahr 2012 hinein an. WikiLeaks hatte mit der ARD, L’Espresso und der Washington Post zusammengearbeitet. Die zunächst zusammengestellten Dokumente waren überwiegend bereits zugänglich, ihre Zusammenfassung an einem Ort und die Möglichkeit, sie mit Hilfe einer interaktiven Karte zu durchsuchen, wurden aber als umfassend und nützlich bewertet. WikiLeaks sei mit dem Anprangern einer Branche, die Überwachungstechnologie an Staaten mit zweifelhafter Menschenrechtssituation und diktatorischen Regimes liefere, auf dem Weg zu einer „Kampagnenplattform“.

### 2012

#### The Global Intelligence Files
Am 27. Februar 2012 begann WikiLeaks unter dem Titel The Global Intelligence Files in Kooperation mit 25 Medienpartnern mit der Veröffentlichung von internen E-Mails des US-amerikanischen Unternehmens Stratfor, das seinen Kunden Analysen zur Geopolitik anbietet. WikiLeaks behauptete, im Besitz von fünf Millionen E-Mails aus dem Zeitraum zwischen Juli 2004 und Dezember 2011 zu sein, und veröffentlichte am ersten Tag 214 davon. Die Absicht war, das Informantennetz des Unternehmens zu enttarnen und darzustellen, dass Stratfor mit fragwürdigen oder illegalen Methoden arbeite, eine enge Beziehung zu Nachrichtendiensten habe und damit selbst ein privat arbeitender und unkontrollierter Geheimdienst sei. Die Beschaffung der Daten wird dem Kollektiv Anonymous zugeschrieben. Verurteilt wurde Jeremy Hammond.

#### Syria Files
Ab Anfang Juli 2012 begann WikiLeaks E-Mails syrischer Politiker und weiterer Persönlichkeiten sowie von syrischen Ministerien und Unternehmen online zugänglich zu machen. Bei den Urhebern der illegalen Downloads soll es sich um Beteiligte des Anonymous-Kollektivs handeln. Insgesamt ist die Veröffentlichung von zwei Millionen „Syria Files“ der Jahre 2006 bis 2012 geplant, die in einer öffentlich durchsuchbaren Datenbank gesammelt werden sollen. Dabei arbeitet WikiLeaks mit mehreren Medienpartnern, darunter dem deutschen NDR und der libanesischen Tageszeitung Al-Akhbar, zusammen, um die E-Mails nach verwertbaren Informationen zu durchsuchen.
Die Schweizer Zeitung Der Sonntag berichtete im September 2012 unter Berufung auf die Syria Files, das Unternehmen Schindler Aufzüge habe auch nach der internationalen Ächtung des syrischen Regimes im Verlauf des dortigen Bürgerkrieges seine Geschäfte mit Syrien im „ethischen und legalen Graubereich“ weitergeführt.
Die italienische Zeitschrift L’Espresso berichtete am 14. September 2012 über ein Schreiben des Präsidenten von Ascom Italia, Roberto Schedoni, worin dieser am 21. Juli 2011 dem syrischen Minister für Bewässerung und Wassernutzung, George Somy, gegenüber Präsident Bashar al-Assad für seine Bemühungen, die Korruption zu beseitigen, lobte und mit den Wünschen für Sicherheit und Frieden und die Eliminierung von Terroristen endete.
Am 12. September 2012 veröffentlichte Wikileaks E-Mail-Auszüge aus dem Jahr 2008 zwischen Kontakten zwischen den deutschen Management-Beratungsfirmen GFA Consulting Group mit Sitz in Hamburg und ICON-INSTITUTE GmbH & Co. KG Consulting Gruppe, Köln, und den syrischen Projektmanagern des Banking Sector Support Program II (BSSP) im Rahmen des von der Europäischen Union mit 6 Millionen Euro geförderten Projektes zur Modernisierung der Zentralbank und der Etablierung von Privatbanken und des Bank Training Centers (BTC) in Damaskus.

#### Detainee Policies

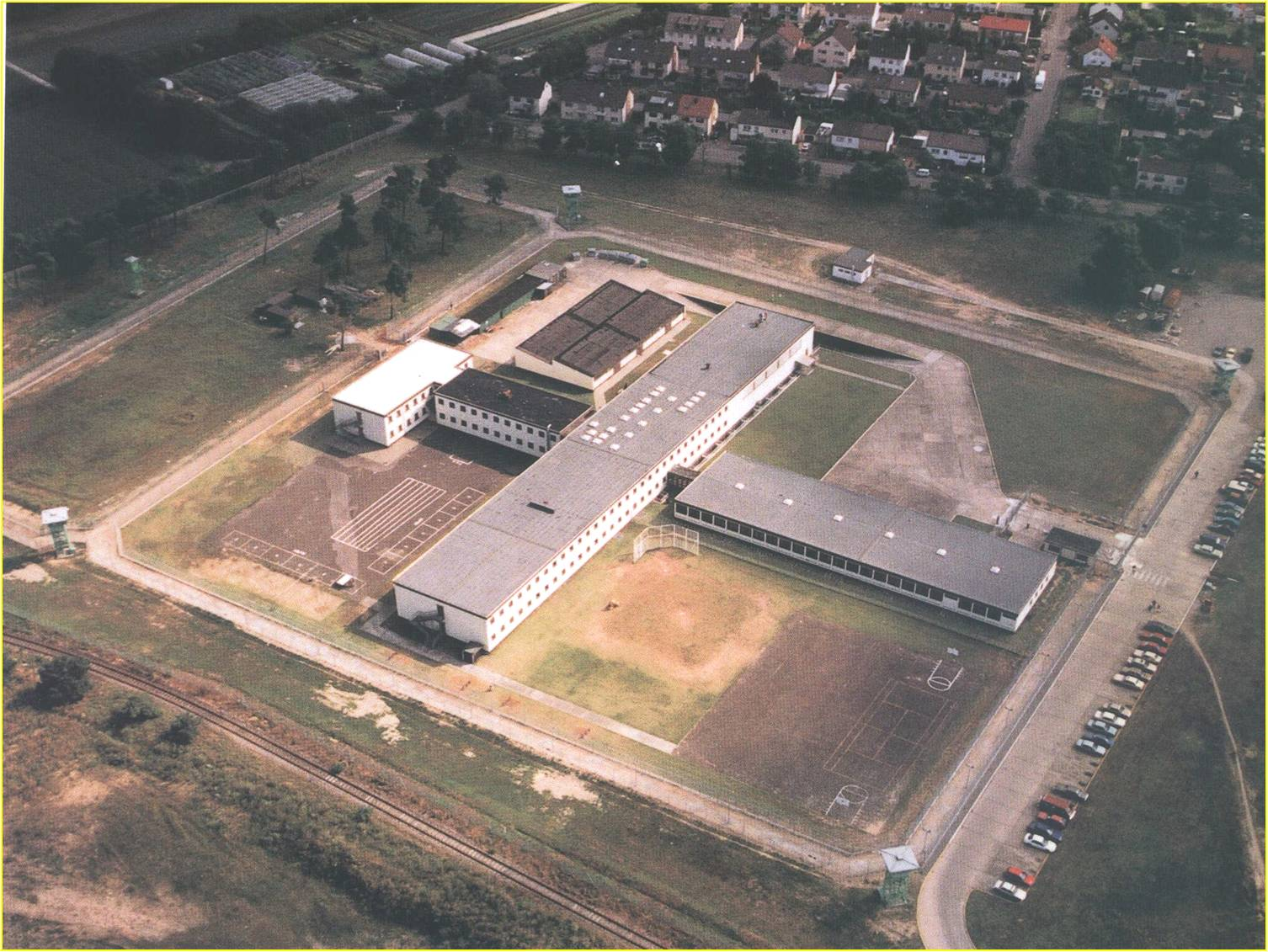
Militärgefängnis der Coleman Barracks

Ab dem 25. Oktober 2012 veröffentlichte WikiLeaks unter der Bezeichnung Detainee Policies Dokumente über die Behandlung von Gefangenen in US-amerikanischen Militärgefängnissen und Gefangenenlagern. Der erste der veröffentlichten Texte beschreibt auf 33 Seiten Standardvorgehensweisen, die 2002 für Gefangene des Camp Delta in den Gefangenenlagern der Guantanamo Bay Naval Base erlassen wurden. Weitere Dokumente enthalten unter anderem die Vorgaben für die Bekämpfung eines möglichen Gefangenenaufstandes im Militärgefängnis der Mannheimer Coleman Barracks und die Vorgehensweise bei der Flucht eines Gefangenen. Insgesamt sollen im Laufe eines Monats ca. 100 Dokumente veröffentlicht werden, die auch das Abu-Ghuraib-Gefängnis und Camp Bucca betreffen. WikiLeaks rief die Öffentlichkeit zur Analyse der Dokumente unter dem Gesichtspunkt ihrer Entwicklungsgeschichte und der Menschenrechte auf.

### 2014

#### Dokumente der Bilderberg-Konferenzen
Im Mai 2014 veröffentlichte WikiLeaks 244 ältere Teilnehmerlisten und Protokolle der Bilderberg-Konferenzen.

#### FinSpy
Im September 2014 bot WikiLeaks Teile der staatlich genutzten Spionagesoftware FinSpy zum Download an.

#### Interne Dokumente der CIA
Drei interne Dokumente der CIA, datiert von 2009, 2011 und 2012, die unter die Geheimhaltungsstufe SECRET (geheim) und die Einschränkung NOFORN (englisch no foreign nationals, nicht für ausländische Staatsangehörige bestimmt) fielen, wurden im Dezember 2014 veröffentlicht.
Zwei von ihnen waren Ratgeber für Agenten der CIA, den Schengen-Raum ohne Enttarnung zu passieren und erweiterte Überprüfungsprozeduren auf internationalen Flughäfen, die der Secondary Security Screening Selection ähneln, zu umgehen beziehungsweise zu überstehen. Das dritte Dokument ist ein Bericht über weltweite High-value target-Operationen nicht nur der CIA, der unter dem Titel Best Practices in Counterinsurgency zu dem Schluss kam, dass die Wirkung solcher Einsätze zur gezielten Tötung zwar einerseits erfolgreich, andererseits aber auch begrenzt sei, weil sie auch ungewollte Effekte nach sich ziehen könnten. So könne es zu einer Solidarisierung der betroffenen Bevölkerung mit den Zielen der Getöteten kommen.

### 2015

#### TPP Investment Chapter
Unter dem Titel Secret Trans-Pacific Partnership Agreement (TPP) – Investment Chapter veröffentlichte WikiLeaks am 27. März 2015 den 55 Seiten langen Investitions-Abschnitt des Abkommens zur Transpazifischen strategischen wirtschaftlichen Partnerschaft. Das Dokument ist auf den 20. März datiert und als geheim eingestuft. Zudem sollte es auch vier Jahre nach Inkrafttreten weiterhin geheim gehalten werden.

#### The Sony Archives
Im April 2015 gab WikiLeaks den Zugriff auf 30.287 interne Dokumente und 173.132 E-Mails von Sony Pictures Entertainment frei, die im Rahmen eines Hackerangriffs auf das Unternehmen erbeutet wurden, der im Zusammenhang mit dem Film The Interview stand. Auch wenn Zeit online „durchaus Berichtenswertes“ in einzelnen Dokumenten sah, wurde WikiLeaks dort, wie auch in anderen Presseorganen für die Veröffentlichung kritisiert, da auch schützenswerte Daten veröffentlicht worden seien.

#### Protokolle des NSA-Untersuchungsausschusses
Am 12. Mai 2015 veröffentlichte WikiLeaks Protokolle des NSA-Untersuchungsausschusses. Dabei handelt es sich um 1380 Seiten Transkriptionen nicht eingestufter (öffentlicher) Sitzungen. Die Transkriptionen umfassen die Sitzungen des Untersuchungsausschusses von Mai 2014 bis Februar 2015, in denen 34 Zeugen zu Wort kommen. WikiLeaks erstellte zu jeder Sitzung eine deutsche und englische Zusammenfassung.
Als Reaktion darauf wurde WikiLeaks von Mitgliedern des Untersuchungsausschusses kritisiert. Verfassungsschutzpräsident Hans-Georg Maaßen nannte die Veröffentlichungen einen „Skandal“ und forderte eine strafrechtliche Klärung. Markus Beckedahl vom Blog netzpolitik.org monierte, dass durch die „Skandalisierung der Leaks […] vom eigentlichen Skandal abgelenkt“ wird, da ein Großteil schon in Form von Live-Blogs auf netzpolitik.org oder in anderen Medien veröffentlicht wurde.

### 2016

#### IWF-Telefonat
Am 2. April 2016 gab WikiLeaks den Mitschnitt einer Telefonkonferenz des Internationalen Währungsfonds (IWF) frei. Das Gespräch fand am 19. März 2016 statt. Die Teilnehmer waren Delia Velcoulescou, Poul Mathias Thomsen und Iva Petrova. Thematik waren Planspiele um die weitere Bewältigung der griechischen Staatsschuldenkrise und „die Verhandlungsstrategie des IWF und das Misstrauen seiner Mitglieder gegenüber den Zusagen der griechischen Regierung und denen der europäischen Kreditgeber.“ In Folge der Veröffentlichung trat die griechische Regierung zu einer Sondersitzung zusammen. In dem abgehörten Gespräch wurde eine Katastrophe (disaster) für Griechenland vorausgesagt, falls die Bürger des Vereinigten Königreiches im Juni 2016 beschließen würden, die Europäische Union zu verlassen. Pläne des IWF, die Troika bzw. Quadriga zu verlassen, wurden offenbart, falls es nicht gelänge, einen (teilweisen) Schuldenschnitt für Griechenland zu erreichen. Da die deutsche Regierung bisher nicht dazu bereit war, entstand auf diese Weise Druck auf die deutsche Bundeskanzlerin Angela Merkel.

#### AKP Emails
Am 19. Juli 2016 begann WikiLeaks vier Tage nach dem Putschversuch in der Türkei auf einer Suchwebsite mit der Veröffentlichung von 294.548 E-Mails der türkischen Regierungspartei Adalet ve Kalkınma Partisi (AKP). Der Inhalt der Mails beziehe sich aber meist nicht auf Interna der Regierung, sondern auf «Beziehungen mit der Welt».

#### The Podesta Emails
Im Vorfeld der Präsidentschaftswahl in den Vereinigten Staaten 2016, die am 8. November stattfand, veröffentlichte WikiLeaks bis Ende Oktober E-Mails vom Konto John Podestas, des Wahlkampfleiters der unterlegenen Kandidatin Hillary Clinton. Sie bezogen sich auf das Geschäftsgebaren Clintons und ihres Ehemannes, das Ex-Präsidenten Bill Clinton.

#### Interna des NSA-Untersuchungsausschusses
Im Dezember 2016 veröffentlichte WikiLeaks unter dem englischsprachigen Titel German BND-NSA Inquiry Exhibits 2420 nichtöffentliche Dokumente des NSA-Untersuchungsausschusses, die ein Datenvolumen von 90 Gigabyte umfassten. Sie stammten aus dem Bundeskanzleramt, dem Bundesnachrichtendienst und dem Bundesamt für Verfassungsschutz. Der Bundestagsabgeordnete Konstantin von Notz kritisierte eine „bewusste Torpedierung der Aufklärung und notwendigen Kontrolle der Dienste“.

### 2017

#### Vault 7: CIA Hacking Tools Revealed
Die nach WikiLeaks-Angaben von der CIA stammenden 9000 Seiten enthüllter Informationen weisen auf schwere Sicherheitsmängel in Android, Windows und in der UEFI-Firmware-Schnittstelle von Mainboards hin. Die Apple betreffenden Unterlagen waren seit Jahren veraltet und die Lücken geschlossen. Darüber hinaus enthielten sie konkrete Anweisungen an CIA-Agenten, wie sie sich im Auslandseinsatz verhalten sollen.
Es sei z. B. möglich, die Eingaben in Messengern, insbesondere auch die Applikationen Signal und WhatsApp, auf Smartphones abzugreifen, noch bevor sie die Ende-zu-Ende-Verschlüsselung erreichen. Ein weiterer Hinweis bezog sich auf Smart-fähige Fernsehgeräte der Marke Samsung, deren eingebaute Mikrophone wie Wanzen angezapft werden könnten.
Ein Zentrum der Datenspionage soll das Generalkonsulat der USA in Frankfurt am Main sein.

### 2019

#### Fishrot
WikiLeaks veröffentlichte im November 2019 etwa 30.000 Dokumente im Rahmen der Fishrot-Affäre, die Geschäftsleute und hochrangige Politiker in Namibia, Island und Angola sowie eine Bank in Norwegen betreffen.

### 2021

#### The Intolerance Network
Am 5. August 2021 veröffentlichte WikiLeaks unter dem Titel The Intolerance Network über 17.000 Dokumente über die christlich-fundamentalistischen Organisationen CitizenGo und HatzeOir. Die Daten bilden einen Zeitraum von 2001 bis 2017 ab und zeigen wie diese Organisationen gegründet und organisiert wurden. In Deutschland arbeitete WikiLeaks für diese Veröffentlichung mit Die Tageszeitung zusammen. Nach deren Recherechen soll der russische Oligarch Konstantin Walerjewitsch Malofejew maßgeblich zur Finanzierung beigetragen haben.